# Črmlja (potok)
Čŕmlja (tudi Čŕmljenški potok; v spodnjem toku Trnovski potok) je najdaljši desni pritok Pesnice. Izvira v manjši dolini pod vasjo Selce v zahodnem delu Slovenskih goric, teče proti vzhodu mimo vasi Črmlja in skozi Trnovsko vas ter se pod slednjo izliva v umetno strugo Pesnice. Dolinsko dno ob potoku je bilo nekoč mokrotno in neposeljeno, zaradi mokrih tal in poplav so hiše še danes odmaknjene na nekoliko višje obrobje, le v spodnjem delu je tekel skozi Trnovsko vas, ob njem je delovalo tudi nekaj manjših mlinov.
Potok in dolina ob njem sta v zadnjih desetletjih doživela precejšnje spremembe, saj je dobršen del potoka reguliran in preoblikovan v enolično umetno strugo, nekdanji mokrotni travniki pa spremenjeni v njive; nekdanja naravna struga je ohranjena le na nekaj krajših odsekih. Spodnji del potoka so povsem preuredili v okviru melioracijskih del v dnu Pesniške doline, tako da v tem delu segajo njivske površine prav do umetne struge potoka.